# 圣嘉禄·鲍荣茂堂 (北好莱坞)

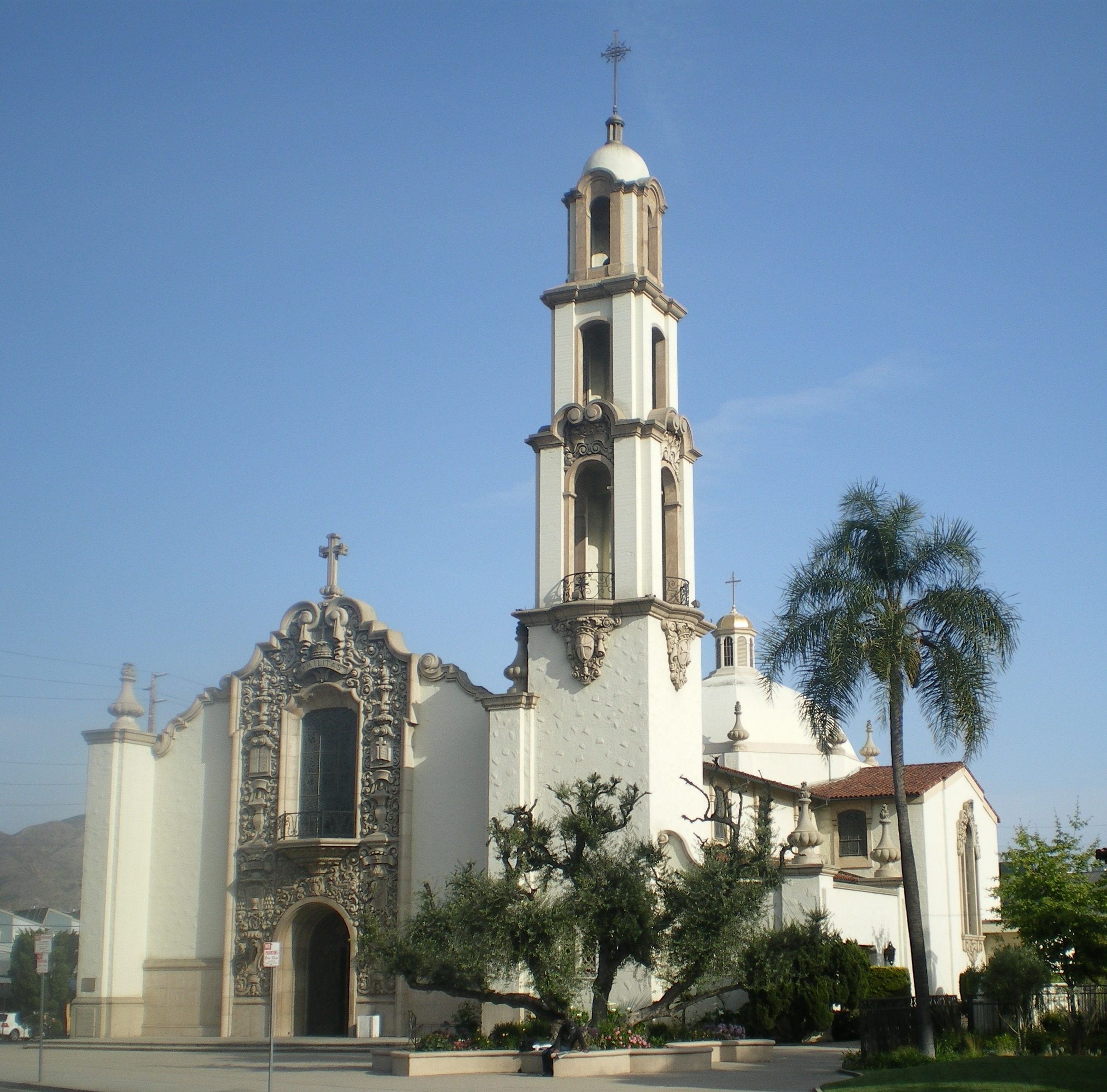
圣嘉禄·鲍荣茂堂

圣嘉禄·鲍荣茂堂（St. Charles Borromeo Church）是加州洛杉矶北好莱坞一个天主教教堂。它是圣费尔南多谷最古老的堂区之一，历史可追溯到1921年。
该堂长期以来是拥有名人成员的堂区，鲍勃·霍普、Dorothy Lamour和Robert Urich等名人的葬礼都在此举行。

## 历史

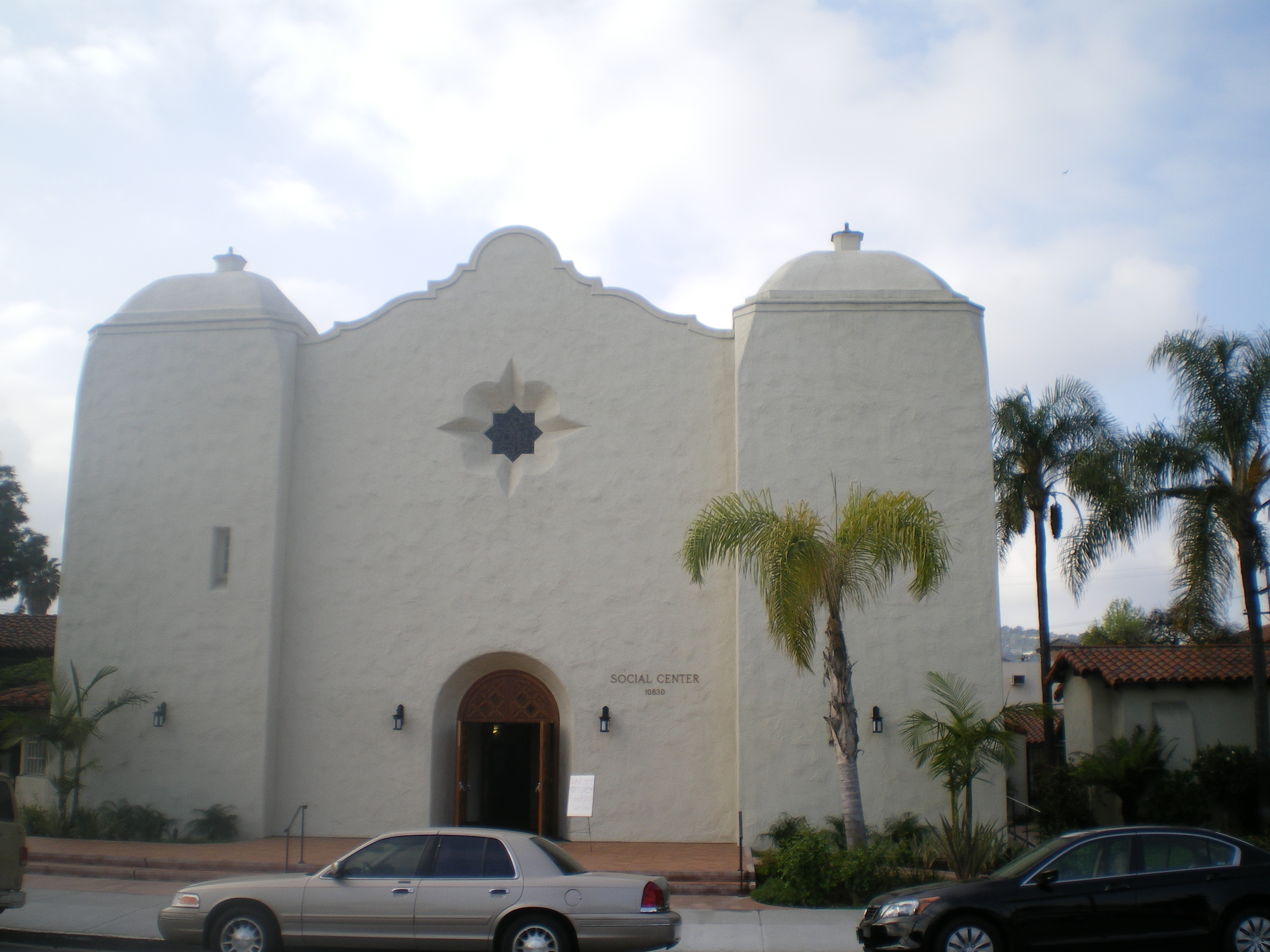
圣嘉禄·鲍荣茂堂老堂

该堂区成立于1921年，购买了一座卫理公会教堂。该堂最初名为无玷始胎堂，到1925年更名为圣嘉禄·鲍荣茂堂。堂区成立之前，圣费尔南多谷中部的天主教徒与圣三堂合用一位神父。 新教堂于1937年建于莫尔帕克，拥有600个座位。
1939年，五名圣母会修女创办了圣嘉禄·鲍荣茂学校，当时只有四间简易平房。1947年新建了一座永久校舍，有14间教室，餐厅、图书馆，音乐室和礼堂。
堂区在第二次世界大战后的年代里继续增长，在1957年动工兴建目前的教堂。新教堂在1959年的感恩节祝圣。
圣嘉禄·鲍荣茂堂多年服务于圣费尔南多谷，但随着该区域人口的增长，周围陆续分设太阳谷玫瑰圣母堂（1937年）、谢尔曼橡树聖方濟各·沙雷氏堂（1938年）、伯班克圣Finbar堂（1938年）和北好莱坞圣巴特里爵堂（1948年）。

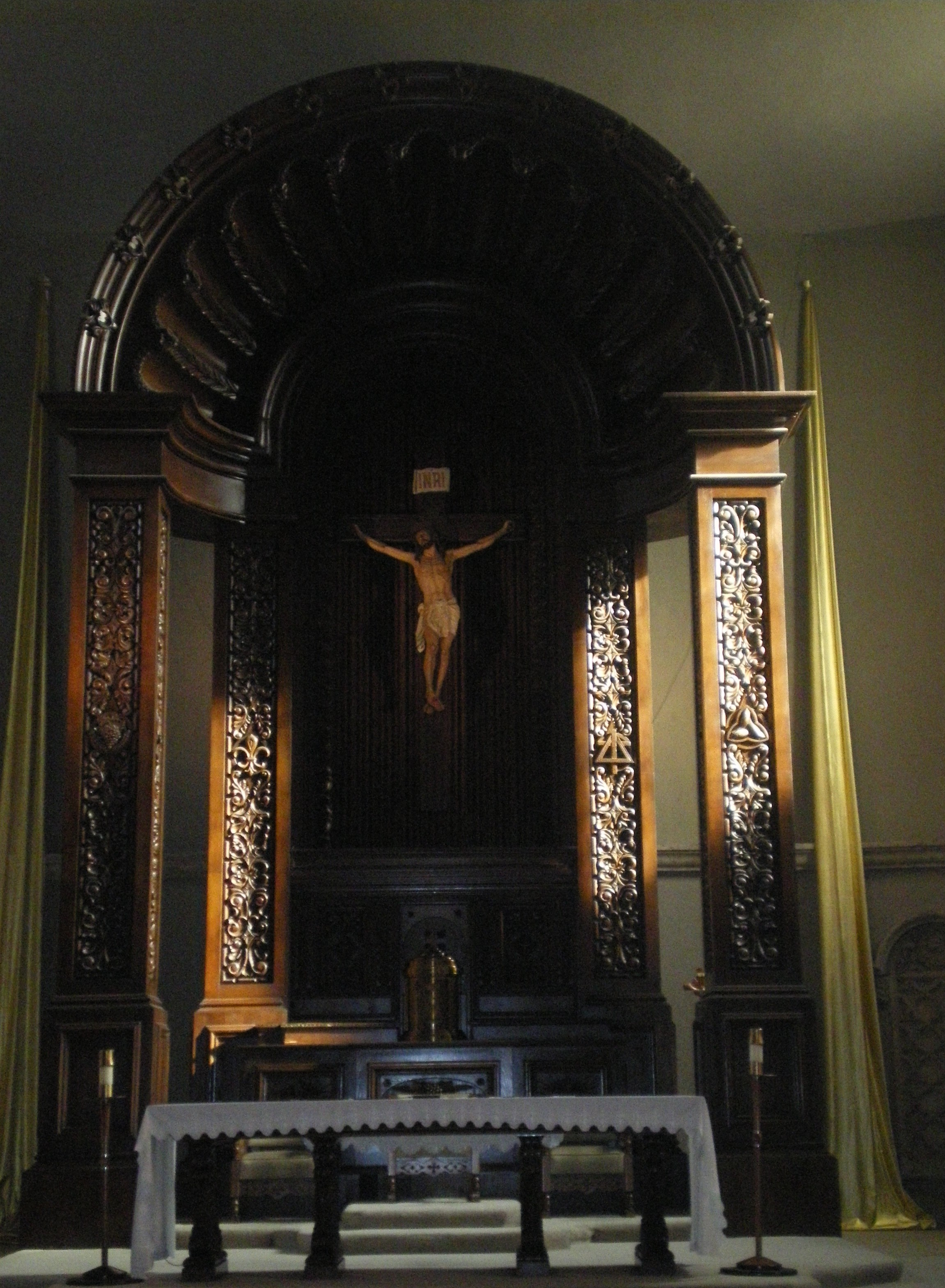
祭台

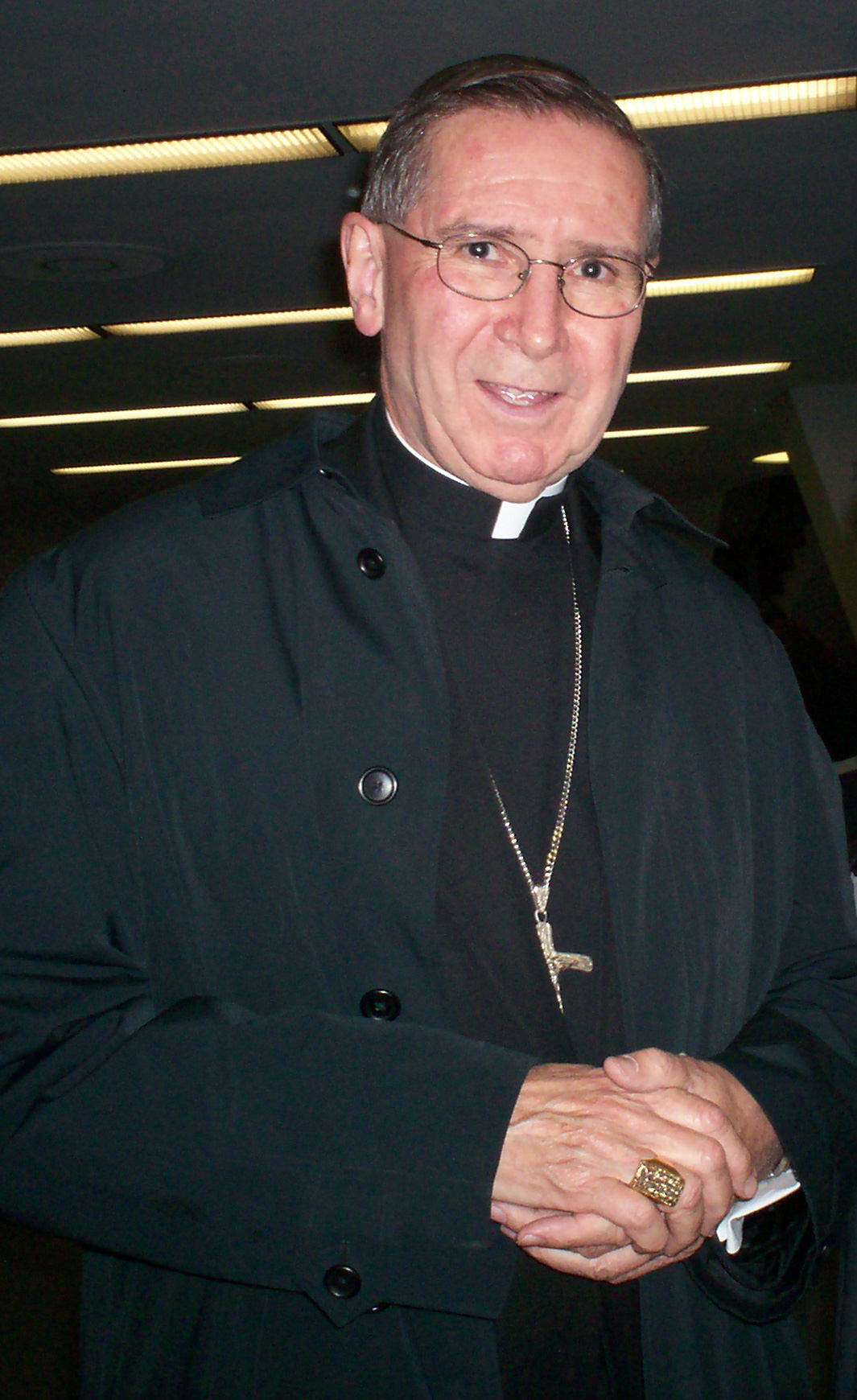